# Édouard Cadol
Édouard Cadol (París, 11 de febrero de 1831 – Asnières, 1.º de junio de 1898) fue un dramaturgo y novelista francés.

## Biografía
De una familia de comerciantes que estaba en contacto con George Sand, habiendo tenido la oportunidad de ser notado por este último, en 1862, fue invitado a pasar una quincena en Nohant y fue retenido allí durante un año. Intentó carreras administrativas y entró en las oficinas del Ferrocarril del Norte, pero pronto las abandonó, a la edad de veintidós años, para ocuparse exclusivamente de literatura. Comenzó en pequeños periódicos como crítico, escribiendo para el Courrier de Paris y el Journal de Francfort. Se convirtió en secretario de la oficina editorial de Le Temps, escribió el correo de los teatros al espíritu público, fue uno de los fundadores del espíritu francés con About, Sarcey y Gasperini, publicó noticias en el Universo, ilustra Le Monde, Estafette, el Norte, al mismo tiempo que trabajaba en colaboración para los teatros de los suburbios y el bulevar.
Él realmente solo incursionó en el teatro en 1864, con La Germaine, una comedia en tres actos, realizada en Vaudeville gracias al patrocinio de George Sand, con quien la obra había sido escrita e interpretada primero frente a una audiencia de amigos. Esta obra, que obtuvo solo un éxito de estima, fue seguida, en 1867, en el Odeon, de una comedia en cinco actos, el Maestro de la casa, en colaboración con Édouard Foussier y Jules Barbier, quienes inauguraron la dirección de Chilly, pero no fue nombrado ni en el escenario ni en el cartel  Unos meses más tarde, dio, nuevamente en el Odéon, una comedia en cinco actos, firmada por él mismo: Ambiciones de M. Fauvel, que la censura había reducido enormemente y en la que los críticos creían haber visto un ataque contra los periódicos liberales; luego, en el Gymnasium, un pequeño acto, el asunto se resuelve. Finalmente logró adquirir notoriedad al darle al Théâtre Cluny una comedia en cuatro actos, Les Usutiles, que superó la cifra de 200 actuaciones consecutivas en 1868 y fue uno de los mayores éxitos de la temporada . El brillante éxito de esta comedia ha establecido su reputación como dramaturgo, muchas obras de teatro de su pluma. La Belle Affair fue aplaudida en février 1860Febrero 1860, pero la moneda falsificada fue una caída en octubre. Le Specter de Patrick, drama ( Château-d'Eau , marzo de 1872) y Grand'Maman, comedia en cinco actos ( Théâtre-Français, en mayo de 1875), obtuvo solo unas pocas representaciones  . 
También ha publicado varios volúmenes de cuentos y novelas. Entre sus novelas se pueden citar: Rosa, esplendores y miserias de la vida teatral (1873) y Hortense Maillot (1885). 
También colaboró con Julio Verne en versiones teatrales de ciertas obras románticas, como La vuelta al mundo en ochenta días, que degeneraron en controversia. Él llevó a cabo desde hace mucho tiempo en varios periódicos, estudios agrícolas y vino.

## Bibliografía

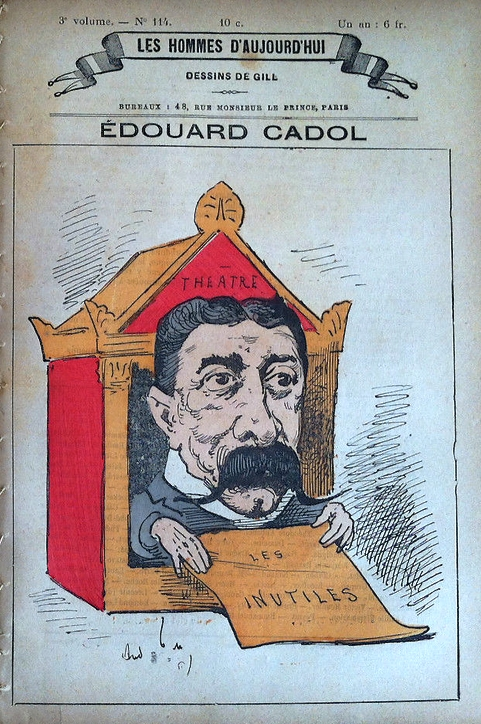
Édouard Cadol caricaturizado por André Gill para Los Hombres de hoy, 1879.